# Biogen
Das Adjektiv biogen (Bildung zu altgriechisch βίος bios „Leben“ und -genese), synonym auch organogen (zu Organismus und -genese) bedeutet „biologischen oder organischen Ursprungs“, „durch Leben“ bzw. „Lebewesen entstanden“.
In der Chemie bedeutet biogen, nicht durch chemische Syntheseverfahren gewonnen zu sein. Unter dem Gesichtspunkt der Biologie, Medizin und anderen Lebenswissenschaften bezeichnet man damit ein Stoffwechselprodukt – Stoffwechsel ist eine kennzeichnende Eigenschaft von Leben. In der Geologie und anderen Geowissenschaften bezeichnet biogen die Vorgänge und Vorkommen, die nur durch lebende Organismen möglich sind, wie z. B. die Humusbildung und die Biomineralisation.
Typische Begriffe in speziellerem Kontext sind:
- Biogene Rohstoffe. Biogene Brennstoffe als nachwachsende, umweltschonende Alternative werden den – eigentlich ebenfalls biogenen – fossilen Rohstoffen und Energieträgern auf petrochemischer Grundlage (Mineralölprodukte) gegenübergestellt. Im Unterschied zu dem häufig auf pflanzliche Stoffe eingeschränkten Begriff Nachwachsende Rohstoffe wird mit biogene Rohstoffe Material pflanzlicher ebenso wie tierischer Herkunft bezeichnet[1].
- In Bodenkunde bezeichnet man als „biogen“ oder „organogen“ die organische Bodensubstanz des Bodens (SOM).
- In der Geologie spricht man speziell von organogen in Bezug auf die mineralischen Relikte des Lebens: Organische und anorganische Anteile der Überreste zu Gestein verfestigen sich zu organogenem Ablagerungsgestein – damit grenzt man gegen biogen in dem Sinne ab, was zwar unter Einfluss des Lebens entstanden ist, aber keine Spuren von Organismen trägt (etwa Tropfsteine, die durch vorherige Säurelösung von Kalken in Wasser unter Einfluss von Mikroorganismen im Oberflächenwasser im Einzugsbereich der Höhle entstanden sind, oder Erdöl)
- In der Wasserwirtschaft kennt man die biogene Belüftung durch die Produktion von Sauerstoff während der Assimilation in grünen Wasserpflanzen.
- Biogene Abfälle werden in der Abfallwirtschaft definiert als Abfälle tierischer oder pflanzlicher Herkunft zur Verwertung, die durch Mikroorganismen, bodenbürtige Lebewesen oder Enzyme abgebaut werden können.[2]
- Ein von einem Biber erbauter Staudamm ist als biogenes Landschaftselement zu bezeichnen.
- In der Pharmazie gibt es zahlreiche biogene Arzneistoffe. Seit Jahrtausenden dienen Pflanzen als Arzneimittel und noch heute enthält etwa die Hälfte aller Arzneimittel Arzneistoffe pflanzlichen Ursprungs. Zu diesen pflanzlichen biogenen Arzneistoffen zählen nicht nur Phytopharmaka wie Kamillentee, Echinacea-Tropfen oder Mistelpräparate, sondern auch hoch wirksame Arzneistoffe wie Morphin, Herzglykoside oder verschiedene Krebsmedikamente (Bsp. Paclitaxel, besser bekannt unter dem Warennamen Taxol). Pilze und Bakterien sind insbesondere als Antibiotika-Produzenten unverzichtbare Produzenten biogener Arzneistoffe, waren aber auch die ersten Lieferanten von Cholesterin-Senkern (Statine). Auch aus Tier (Bsp. Insulin) und Mensch (Bsp. Gerinnungsfaktoren) können biogene Arzneistoffe gewonnen werden. Solche menschlichen und tierischen Arzneistoffe, die meist Proteine darstellen, werden mittlerweile zunehmend gentechnisch in Bakterien oder Pilzen hergestellt und können sodann mit Produktionsverfahren der Biotechnologie kostengünstig in großen Mengen erzeugt werden. Diese Produkte stellen die neueste Gruppe biogener Arzneistoffe dar.
- Biogene Amine (z. B. Histamin, Putrescin, Cadaverin, Spermin) in eiweißhaltigen Produkten sind bei zu hoher Konzentration – zum Beispiel durch fermentationsbedingte Anreicherung – potentielle Allergene oder können sogar giftig wirken (verdorbene Wurst!).